# Подбойная могила
Подбо́йная могила — могила ямного типа с нишей для погребения умершего. 

## Описание
Подбойная могила представляет собой прямоугольную, квадратную, пятиугольную, овальную (и другую по форме) в плане яму, в длинной стенке которой устраивалась ниша (подбой). Дно подбоя устилалось подстилкой из хвороста, камыша, травы, кошмы, тканей. Усопшего укладывали в подбой, ниша закрывалась стенкой (закладом) — каменными плитами, брёвнами, досками, камышом, а входная яма засыпалась. На дно входных ям укладывался погребальный инвентарь и остатки напутственной пищи. Иногда стенки могильных ям также обкладывались деревом. Коллективные захоронения оборудовались дромосами. Над ямой устраивался шалаш из брёвен и могила некоторое время служила склепом, в котором совершались подзахоронения. Большинство исследователей относят данный тип захоронений к культуре позднескифских и сарматских кочевых племён.